# Xã Highland, Quận Franklin, Indiana
Xã Highland (tiếng Anh: Highland Township) là một xã thuộc quận Franklin, tiểu bang Indiana, Hoa Kỳ. Năm 2010, dân số của xã này là 1.412 người.